# انعدام الطحال
انعدام الطحال (بالإنجليزية: Asplenia) هو فقدان للوظيفة الطبيعية للطحال، وهو مرتبط ببغض أنواع العدوى الشديدة. أما قصور الطحال فهو النقص في وظيفة الطحال، لكن بدرجة أقل من انعدام الطحال.

## الأسباب
- انعدام الطحال الخلقي، وهنالك نوعين معروفين:
  - نواة ملتبسة الموضع أو التوضع المغاير[2]
  - انعدام الطحال الخلقي المعزول[3]
- انعدام الطحال المكتسب، ومن أسبابه:
  - بعد استئصال الطحال بسبب تمزق الطحال الناتج من إصابة أو ورم
  - بعد استئصال الطحال لسبب علاجي أو مرض، كما في حالات الفرفرية قليلة الصفيحات مجهولة السبب والثلاسيميا وكثرة الكريات الحمر الكروية
  - بسبب مرض يسبب ضررا للطحال (استئصال الطحال الذاتي) مثل فقر الدم المنجلي
- انعدام الطحال الوظيفي، وهي أمراض تؤثر على وظيفة الطحال مثل فقر الدم المنجلي وتعدد الطحال

## استئصال الطحال الجزئي والحفاظ على وظيفة الطحال
في محاولة للحفاظ على بعض الأدوار الوقائية للطحال، تُبذل الآن محاولات في كثير من الأحيان للحفاظ على جزء صغير من الطحال عند إجراء إما استئصال الطحال تحت الكامل (الجزئي) أو إحداث الانصمام الجزئي للطحال. قد يكون هذا مهمًا بشكل خاص في البلدان الفقيرة حيث لا تتوفر تدابير وقائية للمرضى الذين يعانون من انعدام الطحال. ومع ذلك، فقد نُصح بالتطعيم قبل الجراحة حتى يتمكن نسيج الطحال المتبقي من استعادة وظيفته.

## المخاطر
انعدام الطحال هو شكل من أشكال نقص المناعة، إذ يزيد قابلية الإصابة بالبكتيريا عديدة السكاريد الممحفظة مما قد يؤدي إلى الإصابة بعدوى خطيرة بعد استئصال الطحال والتي غالبًا ما تكون قاتلة في غضون ساعات قليلة. على وجه الخصوص، يكون المرضى معرضين لخطر الإصابة بالمكورات العقدية الرئوية والمستدمية النزلية والمكورات السحائية. يرتفع الخطر بمقدار 350 ضعفًا.
يعود السبب في زيادة خطر الإصابة بالعدوى إلى عدم القدرة على إزالة البكتيريا المستطهاة من الدورة الدموية. هناك أيضًا نقص في الأجسام المضادة المستقلة للخلايا التائية، مثل تلك التي تتفاعل مع محفظة السكاريد في العقدية الرئوية.
عُبّر عن المخاطر التي يتعرض لها مرضى انعدام الطحال على أنها تعادل وفاة شخص بالغ في حادث مروري (في كل 100 شخص ليس لديهم طحال، قد يصاب 1 إلى 5 بعدوى شديدة كل عقد من الزمن) وبالتالي فمن المستحسن اتباع الاحتياطات المعقولة. يمكن ملاحظة زيادة عدد الصفائح الدموية لدى الأفراد الذين ليس لديهم طحال وظيفي.